# Amtsbanerne på Als
Amtsbanerne på Als (ABA) var et system af smalsporede jernbaner på Als 1898-1933. De forgrenede sig fra Sønderborg til endestationer i Nordborg, Mommark og Skovby.

## Historie
Jernbanerne blev anlagt, mens Als var en del af Preussen, og de blev anlagt inden for rammerne af preussische Kleinbahngesetz fra 1892. Loven gav mulighed for at anlægge lokale jernbaner, som ikke var beregnet til stor trafik, tunge læs og høje hastigheder. Derfor kunne man se stort på en række af de skrappe sikkerhedskrav, som var gældende ved anlæg af statsbanestrækninger. Samtidig blev der åbnet mulighed for at banerne kunne finansieres lokalt – af amter og byer, hvilket lettede den preussiske stat for en stor byrde.
Der var en del diskussion på Als om banernes sporvidde. Ved at anlægge jernbanen med normalspor kunne man sende gods fra Als og ud i verden uden omladning i Sønderborg. En smalsporet jernbane var billigere at anlægge, men kunne mest betjene trafik til og fra Sønderborg, da alt transitgods skulle omlades i Sønderborg. Den første løsning tiltalte oplandet, som var overvejende dansk, mens den anden var til fordel for handelen i Sønderborg, som var overvejende tysk. Det var den sidste der blev valgt.
6. februar 1898 blev Den alsiske Amtsbane (tysk: Kreisbahn auf Alsen) indviet med bl.a. en festlig prøvetur i et tog, der var smykket med faner og grønt, og taler og musik ved stationerne efterhånden som toget nåede frem. Togstammen bestod af 2 lokomotiver og 9 vogne med passagerer.

## Strækningsdata
- Åbnet 6. februar 1898:
  - Sønderborg-Vollerup-Lille Mommark-Skovby (19,0 km)
  - Lille Mommark-Mommark Færge (3,3 km)
  - Sønderborg Havnebane (1,6 km)
  - Vollerup-Guderup (13,3 km)
- Åbnet 2. juli 1898: Guderup-Nordborg (13,1 km)
- Åbnet 6. februar 1923: Mommark Færgegård-Mommark Færgehavn (0,7 km)
- Samlet længde: 51,2 km
- Sporvidde: 1.000 mm
- Skinnevægt: 15 kg/m, efter genforeningen udskiftet med 24,39 kg/m
- Maks. stigning: 25 ‰
- Maks. hastighed: 30 km/t, efter skinneudskiftningen 45 km/t
- Nedlagt: 28. februar 1933

## Standsningssteder
Banen havde fra starten 18 stationer (tysk: Bahnhof) og 9 trinbrætter (tysk: Haltestelle). Kun endestationerne i Sønderborg og Nordborg var egentlige jernbanestationer, opført af det selskab, der anlagde banen. Resten af stationerne var kombinerede med krodrift mv. I Hundslev, Svenstrup og Skovby anvendtes allerede eksisterende kroer. De andre stationer blev bygget og bortforpagtet af kredsen (amtet) eller opført af de kromænd m.v., som forpagtede stationsdriften.
Ved trinbrætterne var der læskure af blik med et godsrum. Flere trinbrætter fik efterhånden billetsalg og ventesal, hvis der blev opført en kro eller købmandshandel i nærheden. Dermed blev de egentlig også stationer, for stationer adskilte sig ikke fra trinbrætter ved at have sikkerhedstjeneste – den blev på kleinbanerne varetaget af togpersonalet, og af stationerne var det kun ende- og forgreningsstationer, der havde jernbaneuddannet personale.
Afstande fra Sønderborg Bystation:

### Sønderborg-Skovby
- Sønderborg Bystation i km 0,0 med hovedkontor, remiser og værksteder. Udvidet to gange inden den blev revet ned i 1913. Året efter opførtes en ny stationsbygning, der stadig findes, nu som rutebilstation.
- Sundsmark trinbræt i km 2,3. Fik billetsalg og godshåndtering i 1902, hvor der blev opført en kro.
- Spang trinbræt i km 3,2. Fik billetsalg og ventesal i 1914, hvor der blev opført en købmandshandel.
- Vollerup station i km 4,5 med forgrening til Skovby/Mommark og Nordborg. 3 spor, i 1917 udvidet til 4. Stationskroen opført 1896.
- Kirke Hørup station i km 7,4.
- Majbøl trinbræt i km 9,1. Senere station.
- Bjørnemosegård trinbræt i km 10,4.
- Over Tandslet station i km 11,9.
- Neder Tandslet station i km 13,2.
- Lille Mommark station i km 14,6 med forgrening til Skovby og Mommark.
- Lysabild station i km 16,6.
- Fjelby trinbræt i km 17,0. Senere station, bygning opført 1907.[1]
- Skovby station i km 19,0. Station i allerede eksisterende kro.

### Lille Mommark-Mommark Færge
- Sarup trinbræt i km 16,2.
- Mommark Færgegård trinbræt i km 18,0. I 1923 flyttet til station ved den nye færgehavn.

### Vollerup-Nordborg
- Augustenborg station i km 7,0.
- Bro trinbræt i km 8,6. Fik billetsalg og ventesal i 1924, hvor der blev opført en købmandshandel.
- Ketting trinbræt i km 10,1. Fik ventesal i en nyopført privatbolig i 1902.
- Asserballe station i km 12,0 med remise.
- Notmark-Hundslev station i km 13,6. Station i kroen, opført 1875.
- Elstrup station i km 16,3. Stationsbygningen var først færdig i 1899; indtil da var der ikke engang læskur, og billetter skulle købes på kroen langt væk. Stationsbygningen blev udvidet i 1908 til også at huse den lokale banemand.
- Guderup station i km 17,8.
- Stevning station i km 20,5. Station i nyopført kro.
- Svenstrup station i km 23,1. Station i allerede eksisterende kro.
- Havnbjerg station i km 26,0. Stationskro opført i 1900.
- Oksbøl station i km 28,2.
- Nordborg station i km 30,9.

### Bevarede stationsbygninger
- Sønderborg By: Jernbanegade 1
- Sundsmark: Stationsvej 29
- Spang: Spang 8
- Vollerup: Linbækvej 10
- Hørup: Kirke Hørupvej 10
- Tandslet (kun varehus): Gammel Skolevej 20
- Neder Tandslet: Mommarkvej 346-350
- Lysabild: Lysabildgade 28
- Fjelby: Fjelby 12
- Skovby: Kegnæsvej 37
- Asserballe Station: Asserballe Station 11
- Notmark-Hundslev: Storemarksvej 6
- Guderup: Østergade 1
- Havnbjerg: Skolevej 30, Nordborg

## Drift
Banen var i første række tænkt til godstrafik, men selv om rejsetiden mellem fx Sønderborg og Nordborg var 2 timer og 4 minutter, var der stor persontrafik på banen. I de bedste år befordredes over 500.000 passagerer, 50-60.000 tons gods og 20-30.000 stk. levende kvæg. Selv om gods skulle omlades i Sønderborg, blev det alligevel væsentlig billigere at transportere gods på Als, og jernbanen blev således en meget alvorlig konkurrent til de traditionelle kystfragtskibe.
Amtsbanerne på Als gav overskud i årene frem til 1. verdenskrig. Under krigen var der ikke mulighed for at vedligeholde spor og materiel i tilstrækkeligt omfang, og efter genforeningen skulle der derfor bruges mange penge på at renovere banen. Skinnerne blev udskiftet, og der kom nye lokomotiver.

### Faaborg-Mommark
I den tyske tid sluttede amtsbanen ved Mommark Færgegård, hvor færgen til Ærø lagde til. 29. august 1922 startede færgeruten Faaborg-Mommark med jernbanefærgen Mommark, der kunne medtage 4 godsvogne. Amtsbanen blev 6. februar 1923 forlænget fra færgegården til den nye færgehavn 0,7 km længere mod nord og fik dermed ikke blot lokal betydning, men blev et vigtigt led i trafikken mellem landsdelene – Lillebæltsbroen kom først i 1935. Samspillet mellem amtsbanen og de normalsporede fynske jernbaner blev løst med en transportørgrube i Mommark, hvor en normalsporet jernbanevogn kunne trækkes op på en "transportør", dvs. en smalsporet undervogn, der kunne medføres i amtsbanens tog.

### Kong Christian den X's Bro
I Sønderborg blev Kong Christian den X's Bro over Alssund åbnet 7. oktober 1930. Den havde jernbanespor, som var sat i forbindelse med amtsbanens havnespor, og under broen var der en transportørgrube, så godsvogne kunne udveksles mellem amtsbanen og det jyske jernbanenet.

## Nedlæggelse
Efter nogle års opblomstring i 1920'erne betød den økonomiske krise og stigende konkurrence fra lastbiler og busser, at det ikke længere var økonomisk forsvarligt at drive de lokale baner. I stedet for at forsøge en yderligere modernisering af smalsporsbanerne valgte man den løsning, der var hjemmel for i den store sønderjyske jernbanelov fra 1924, nemlig at erstatte amtsbanen med en normalsporet bane mellem Alssund og Mommark via amtsbanegården i Sønderborg. DSB var interesseret i at overtage denne bane samt amtsbanernes rutebilnet på resten af Als.
Amtsbanerne på Als indstillede derfor driften 28. februar 1933. DSB startede Mommark-banen 15. juni samme år.

## Strækninger hvor banetracéet er bevaret
4½ km af banernes tracé er bevaret og tilgængeligt.
- Mellem Kongevej og Sundsmarkvej i Sønderborg
- Øst for idrætspladsen i Over Tandslet
- Syd for Nørregade i Lysabild
- Lillehavstien i Augustenborg
- Mellem Asserballe Station og Hundslev
- En krum gangsti mellem Ringvej og Stationsvej i Nordborg
- Sønderborg Havnebane langs Strandvej

Se også Mommark-banen, som genbrugte det meste af amtsbanetracéet mellem Sønderborg og Mommark. En del af dens tracé er også bevaret.

### E Kleinbahn
Veterantogsforeningen Amtsbanerne på Als eller E Kleinbahn, der blev stiftet i 2003 og har ca. 140 medlemmer, arbejder på at genskabe smalsporsbanen på en 5 km lang strækning mellem Karholmvej i Nordborg og Danfoss Universe. Sønderborg Kommune udarbejdede i 2011 lokalplan for banen. En del af banen skal følge den oprindelige banelinje, ifølge lokalplanen ca. 25%, ifølge foreningen ca. halvdelen.